# Europeiska inomhusmästerskapen i friidrott 2023 – Damernas 60 meter häck
Damernas 60 meter häck vid europeiska inomhusmästerskapen i friidrott 2023 avgjordes mellan den 4 och 5 mars 2023 på Ataköy Athletics Arena i Istanbul i Turkiet.

## Medaljörer
| Guld                  | Silver                      | Brons                    |
| Reetta Hurske Finland | Nadine Visser Nederländerna | Ditaji Kambundji Schweiz |

## Rekord
| Innan tävlingens start fanns följande rekord | Innan tävlingens start fanns följande rekord | Innan tävlingens start fanns följande rekord | Innan tävlingens start fanns följande rekord | Innan tävlingens start fanns följande rekord |
| -------------------------------------------- | -------------------------------------------- | -------------------------------------------- | -------------------------------------------- | -------------------------------------------- |
| Världsrekord                                 | Susanna Kallur (SWE)                         | 7,68                                         | Karlsruhe, Tyskland                          | 10 februari 2008                             |
| Europeiskt rekord                            | Susanna Kallur (SWE)                         | 7,68                                         | Karlsruhe, Tyskland                          | 10 februari 2008                             |
| Mästerskapsrekord                            | Ludmila Narozjilenko (URS)                   | 7,74                                         | Glasgow, Storbritannien                      | 4 mars 1990                                  |
| Världsårsbästa                               | Masai Russell (USA)                          | 7,77                                         | Fayetteville, USA                            | 25 februari 2023                             |
| Europaårsbästa                               | Pia Skrzyszowska (POL)                       | 7,78                                         | Łódź, Polen                                  | 4 februari 2023                              |

## Program
Alla tider är lokal tid (UTC+03:00).
| Datum       | Tid   | Omgång      |
| ----------- | ----- | ----------- |
| 4 mars 2023 | 10:35 | Försöksheat |
| 5 mars 2023 | 10:55 | Semifinal   |
| 5 mars 2023 | 20:55 | Final       |

## Resultat

### Försöksheat
De tre första i varje heat 0Q0 samt de fyra snabbaste tiderna 0q0 kvalificerade sig för semifinalerna.
| Placering | Heat | Namn                 | Nationalitet  | Tid   | Noteringar |
| --------- | ---- | -------------------- | ------------- | ----- | ---------- |
| 1         | 1    | Nadine Visser        | Nederländerna | 7,88  | 0Q0        |
| 2         | 3    | Reetta Hurske        | Finland       | 7,93  | 0Q0        |
| 3         | 3    | Mette Graversgaard   | Danmark       | 7,96  | 0Q0, 0NR0  |
| 4         | 1    | Laëticia Bapté       | Frankrike     | 7,97  | 0Q0        |
| 5         | 2    | Cyréna Samba-Mayela  | Frankrike     | 7,99  | 0Q0        |
| 6         | 4    | Ditaji Kambundji     | Schweiz       | 8,02  | 0Q0        |
| 6         | 4    | Sarah Lavin          | Irland        | 8,03  | 0Q0        |
| 8         | 3    | Judy Chalcou         | Frankrike     | 8,03  | 0Q0        |
| 9         | 2    | Maayke Tjin-A-Lim    | Nederländerna | 8,03  | 0Q0        |
| 10        | 1    | Gréta Kerekes        | Ungern        | 8,04  | 0Q0        |
| 11        | 2    | Natalia Christofi    | Cypern        | 8,08  | 0Q0        |
| 12        | 4    | Zoë Sedney           | Nederländerna | 8,08  | 0Q0        |
| 13        | 2    | Weronika Nagięć      | Polen         | 8,09  | 0q0        |
| 14        | 4    | Elisa Di Lazzaro     | Italien       | 8,10  | 0q0        |
| 15        | 1    | Anne Zagré           | Belgien       | 8,13  | 0q0        |
| 16        | 2    | Annimari Korte       | Finland       | 8,14  | 0q0        |
| 17        | 2    | Mathilde Heltbech    | Danmark       | 8,15  | 0SB0       |
| 18        | 4    | Lotta Harala         | Finland       | 8,17  |            |
| 19        | 1    | Xènia Benach         | Spanien       | 8,17  |            |
| 20        | 1    | Monika Zapalska      | Tyskland      | 8,19  |            |
| 21        | 2    | Anna Tóth            | Ungern        | 8,20  |            |
| 22        | 4    | Olimpia Barbosa      | Portugal      | 8,21  |            |
| 23        | 3    | Andrea Rooth         | Norge         | 8,21  |            |
| 24        | 4    | Anja Lukić           | Serbien       | 8,23  |            |
| 25        | 1    | Victoria Rausch      | Luxemburg     | 8,23  |            |
| 26        | 3    | Viktória Forster     | Slovakien     | 8,24  |            |
| 27        | 3    | Hanna Plotitsyna     | Ukraina       | 8,26  |            |
| 28        | 3    | Nicla Mosetti        | Italien       | 8,30  |            |
| 29        | 2    | Anais Karagianni     | Grekland      | 8,34  |            |
| 30        | 1    | Joni Tomičić Prezelj | Slovenien     | 9,22  |            |
| 31        | 4    | Elisavet Pesiridou   | Grekland      | 0DNS0 | 0DNS0      |

### Semifinaler
De fyra första i varje heat 0Q0 kvalificerade sig för finalen.
| Placering | Heat | Namn                | Nationalitet  | Tid   | Noteringar |
| --------- | ---- | ------------------- | ------------- | ----- | ---------- |
| 1         | 2    | Reetta Hurske       | Finland       | 7,85  | 0Q0        |
| 2         | 2    | Laëticia Bapté      | Frankrike     | 7,91  | 0Q0        |
| 3         | 1    | Nadine Visser       | Nederländerna | 7,93  | 0Q0        |
| 4         | 1    | Mette Graversgaard  | Danmark       | 7,94  | 0Q0, 0NR0  |
| 5         | 1    | Ditaji Kambundji    | Schweiz       | 7,97  | 0Q0        |
| 6         | 2    | Sarah Lavin         | Irland        | 7,99  | 0Q0        |
| 7         | 2    | Gréta Kerekes       | Ungern        | 8,00  | 0Q0, 0PB0  |
| 8         | 2    | Cyréna Samba-Mayela | Frankrike     | 8,00  |            |
| 9         | 1    | Maayke Tjin-A-Lim   | Nederländerna | 8,02  | 0Q0        |
| 10        | 2    | Zoë Sedney          | Nederländerna | 8,06  |            |
| 11        | 2    | Elisa Di Lazzaro    | Italien       | 8,06  |            |
| 12        | 2    | Anne Zagré          | Belgien       | 8,08  | 0SB0       |
| 13        | 1    | Annimari Korte      | Finland       | 8,13  |            |
| 14        | 1    | Weronika Nagięć     | Polen         | 8,15  |            |
| 15        | 1    | Judy Chalcou        | Frankrike     | 0DNS0 | 0DNS0      |
| 15        | 1    | Natalia Christofi   | Cypern        | 0DNS0 | 0DNS0      |

### Final
Finalen startade klockan 20:55.
| Placering | Bana | Namn               | Nationalitet  | Tid  | Noteringar |
| --------- | ---- | ------------------ | ------------- | ---- | ---------- |
| 1         | 5    | Reetta Hurske      | Finland       | 7,79 | 0=NR0      |
| 2         | 4    | Nadine Visser      | Nederländerna | 7,84 | 0SB0       |
| 3         | 7    | Ditaji Kambundji   | Schweiz       | 7,91 |            |
| 4         | 6    | Mette Graversgaard | Danmark       | 7,92 | 0NR0       |
| 5         | 3    | Laëticia Bapté     | Frankrike     | 7,97 |            |
| 6         | 8    | Sarah Lavin        | Irland        | 8,03 |            |
| 7         | 1    | Gréta Kerekes      | Ungern        | 8,03 |            |
| 8         | 2    | Maayke Tjin-A-Lim  | Nederländerna | 8,09 |            |